# Vladimír Kameš
Vladimír Kameš (* 28. září 1964 Kladno) je bývalý český hokejový útočník (centr), mistr světa z roku 1985. Pochází z hokejové dynastie, má syna Vladimíra, který také hraje extraligový hokej. Hokeji se úspěšně věnovali i bratranci Jaroslav a Jiří.

## Hráčská kariéra
Jeho hokejová kariéra začala ve vyhlášené kladenské hokejové líhni. Do ligového hokeje úspěšně vstoupil již jako 18letý, o svých kvalitách přesvědčil natolik, že na MEJ 1982 získal s týmem stříbrnou medaili. Po odchodu na základní vojenskou službu do jihlavské Dukly vznikl v té době vyhlášený útok Rosol, Kameš, Klíma, za jeho sestavením nestál nikdo jiný, než velice úspěšný trenér Stanislav Neveselý. Kluci se velice rychle prosadili i do reprezentačního družstva A-týmu. V roce 1985 se čekala jejich souhra na pražském MS 1985, bohužel zranění si s nimi pohrálo. Klíma si poranil koleno a s nominací se mohl rozloučit, Petr Rosol si stejné zranění přivodil hned v prvním utkání a šampionát pro něho skončil hned na samém začátku. Vladimír se na led sice dostal, ale pouze jako člen čtvrtého útoku a moc času na ledě nestrávil. Po skončení ZVS a návratu do Kladna v reprezentaci ještě nějaké zápasy sehrál, nominace na šampionát či OH se již nedočkal. Jako mnoho jiných hráčů byl draftovaný týmem NHL, o emigraci nepomýšlel.
Zahraniční ligy si vyzkoušel až po pádu komunismu, v roce 1990 odešel do Finska, kde strávil tři sezóny v Kärpätu Oulun, následně přestoupil do nižších německých soutěží, kde hrál za týmy Bad Tölz a za Geretsried. Po návratu z Německa hrál hokej v krajské lize za tým HC Řisuty, ve kterém tým vedl jako kapitán.
Za československou reprezentaci odehrál 45 zápasů, ve kterých vstřelil 12 gólů.
Po skončení hokejové kariéry se začal úspěšně věnovat odnoži – hokejbalu. Na MS, které se konalo v Litoměřicích roku 1998, se stal mistrem světa. Stál také u založení hokejbalového oddílu Habešovny Gladiators.

## Trenérská kariéra
V posledních letech trénoval florbalový klub FBC, působí také jako trenér u hokejové mládeže a v Biosce jako údržbář. Svého času vedl i restauraci na hokejovém stadiónu na Kladně.

## Reprezentace
| Rok                       | Tým                       | Soutěž                    | Z  | G  | A | B  | TM |
| ------------------------- | ------------------------- | ------------------------- | -- | -- | - | -- | -- |
| 1982                      | Československo 18         | MEJ                       | 5  | 2  | 1 | 3  | 0  |
| 1983                      | Československo 20         | MSJ                       | 7  | 1  | 3 | 4  | 0  |
| 1984                      | Československo 20         | MSJ                       | 7  | 8  | 5 | 13 | 2  |
| 1984                      | Československo            | KP                        | 3  | 1  | 0 | 1  | 2  |
| 1985                      | Československo            | MS                        | 9  | 1  | 2 | 3  | 6  |
| Juniorská kariéra celkově | Juniorská kariéra celkově | Juniorská kariéra celkově | 19 | 11 | 9 | 20 | 2  |
| Seniorská kariéra celkově | Seniorská kariéra celkově | Seniorská kariéra celkově | 12 | 2  | 2 | 4  | 8  |